# Familie Trinh
Dit is een lijst met de heren van de familie Trinh. Ze regeerden in het noorden van hedendaags Vietnam onder de keizers van de Le-dynastie.
| Naam                                | Leefde    | Familieverband                | Titel                        | Regeerde                      | Met de keizers |
| ----------------------------------- | --------- | ----------------------------- | ---------------------------- | ----------------------------- | --- |
| Trịnh Kiểm                          | 1503-1570 |                               | Thế Tổ Minh Khang Thái Vương | 1545-1570                     | Le Trang Tong (1533-1548), Le Trung Tong (1548-1556) en Le Anh Tong (1556-1573)                                     |
| Trịnh Tùng                          | 1550-1623 | tweede kind van Trinh Kiem    | Bình An Vương                | 1570-1623                     | Le Anh Tong (1556-1573), Le The Tong (1573-1599), Le Kinh Tong (1600-1619) en Le Than Tong (1619-1643)              |
| Trịnh Tráng                         | 1577-1657 | oudste kind van Trinh Tung    | Thanh Đô Vương               | 1623-1657                     | Le Chan Tong (1643-1649), Le Than Tong (tweede keer: 1649-1662)                                                     |
| Trịnh Tác                           | 1606-1682 | kind van Trinh Trang          | Tây Định Vương               | 1657-1682                     | Le Than Tong (tweede keer: 1649-1662), Le Huyen Tong (1663-1671), Le Gia Tong (1672-1675) en Le Hy Tong (1676-1704) |
| Trịnh Căn                           | 1633-1709 | kind van Trinh Tac            | Định Nam Vương               | 1682-1709                     | Le Hy Tong (1676-1704), Le Du Tong (1705-1729)                                                                      |
| Trịnh Cương                         | 1690-1729 | achterkleinkind van Trinh Can | An Đô Vương                  | 1709-1729                     | Le Du Tong (1705-1729) en Hon Duc Cong (1729-1732)                                                                  |
| Trịnh Giang                         | 1709-1751 | kind van Trinh Cuong          | Uy Nam Vương                 | 1729-1740 (afgezet in 1740)   | Le Thuan Tong (1732-1735) en Le Y Tong (1735-1740)                                                                  |
| Trịnh Doanh                         | 1720-1767 | jongere broer van Trinh Giang | Minh Đô Vương                | 1740-1767                     | Le Y Tong (1735-1740) en Le Hien Tong (1740-1786)                                                                   |
| Trịnh Sâm                           | 1739-1782 | kind van Trinh Doanh          | Tĩnh Đô Vương                | 1767-1782                     | Le Hien Tong (1740-1786)                                                                                            |
| Trịnh Cán                           | 1777-1782 | kind van Trinh Sam            | Điện Đô Vương                | september-oktober 1782        | Le Hien Tong |
| Trịnh Khải (geboren als Trịnh Tông) | 1763-1786 | oudere broer van Trinh Can    | Đoan Nam Vương               | 1782-1786                     | Le Hien Tong |
| Trịnh Bồng                          |           | kind van Trinh Giang          | Án Đô Vương                  | september 1786-september 1787 | Le Chieu Thong |